# 成富朝鲜族满族乡
成富朝鲜族满族乡（中国朝鲜语：／）是中华人民共和国黑龙江省双鸭山市友谊县下辖的一个民族乡。

## 行政区划
成富朝鲜族满族乡下辖以下村级行政区划单位：
套河村、凤林村、大城富村、老菜营村、小城富村和对面城村。